# Chantérac
Chantérac település Franciaországban, Dordogne megyében. Lakosainak száma 647 fő (2022. január 1.). Chantérac Segonzac, Saint-Aquilin, Saint-Astier, Saint-Germain-du-Salembre, Saint-Jean-d’Ataux, Saint-Vincent-de-Connezac és Saint-Sulpice-de-Roumagnac községekkel határos.

## Népesség
A település népességének változása:
| Lakosok száma | 515  | 418  | 461  | 499  | 589  | 620  | 616  | 617  | 619  | 647  |
|               | 1968 | 1982 | 1990 | 2006 | 2013 | 2015 | 2017 | 2019 | 2020 | 2022 |